# 이이 나오즈미

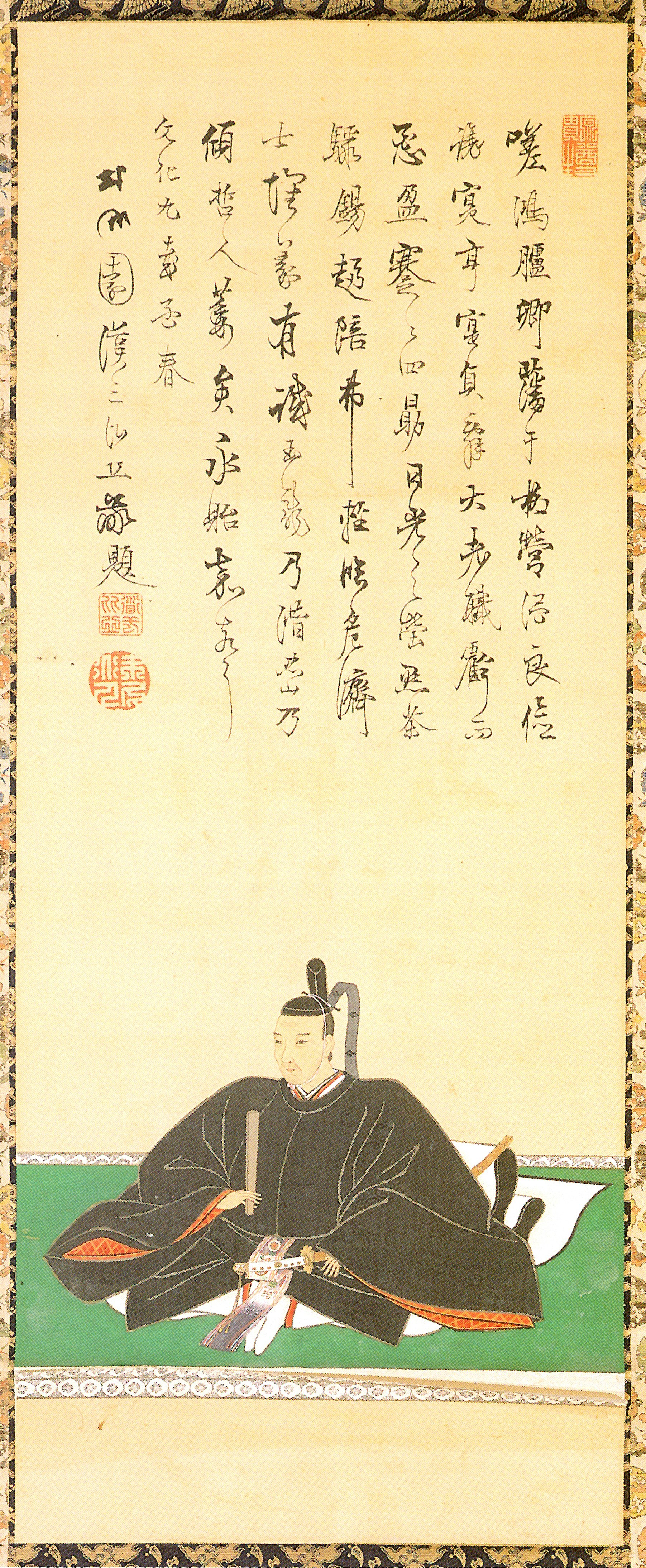
이이 나오즈미

이이 나오즈미(일본어: 井伊直澄)는 에도 시대의 다이묘로서 오미 히코네번 제3대 번주이다. 에도 막부에서 간분 8년(1668년)부터 엔포 4년(1676년)까지 대로로 지냈다. 이이 나오타카의 다섯째 아들. 관위는 종4위하 좌소장, 소부료.